# 酒井鶯蒲
酒井 鶯蒲（さかいおうほ、 文化5年（1808年） - 天保12年7月23日(1841年9月8日)）は、江戸時代後期の江戸琳派の絵師。酒井抱一の弟子で、後に養子となり雨華庵2世を継いだ。通称八十丸。名は詮真、号は伴清、獅現、雨華庵、獅子丸など。

## 略伝
築地本願寺の末寺である市ヶ谷浄栄寺住職、香阪壽徴（雪仙）の次男として生まれる。抱一が吉原で身請し、事実上の妻となっていた小鶯（妙華尼）の願いで、文政元年（1818年）11歳で雨華庵に入る。『古画備考』には文政10年（1827年）国学者檜山坦斎からの聞き書きとして、鶯蒲が抱一のことを「御父様」と呼ぶことを姫路酒井家から咎められたこと、しかし抱一も鶯蒲をよく愛したこと、水戸公に会った折抱一と共に席画などをした事、書を良くし、茶道を好んだことなどが記されている。鶯蒲が描いた「浄土曼荼羅図」（個人蔵）には、抱一の箱書きや手紙が付属し、鶯蒲に世話をやく抱一の様子がわかる。
鶯蒲は早世しており遺作は少ないとされたが、近年その印象を覆す質・量の作品が発見されており、雨華庵を託されるだけの力量を持った絵師だったことが確認された。作風は基本的に抱一に倣ったもので、父子合作も多いが、天井画や絵馬、扇・団扇や極小の絵巻といった工芸的作品、版本下絵や俳諧摺物など多方面で絵筆を揮っている。雨華庵は絵画工房ではあるものの、基本的には仏事を行う場所であるためか、早くから仏画の修練を積んでいる。しかし、天保12年（1841年）34歳で早世。戒名は依心院詮真法師 唯信寺鶯蒲。墓所は築地本願寺。鶯蒲に子はなく、築地善林寺の長子を養子とし雨華庵3世酒井鶯一として継がせた。他の弟子に、斎藤一蒲など。

## 代表作
| 作品名                   | 技法         | 形状・員数   | 寸法（縦x横cm） | 所有者                                 | 年代               | 落款・印章                       | 備考 |
| ------------------------ | ------------ | ------------ | --------------- | -------------------------------------- | ------------------ | -------------------------------- | --- |
| 酒井抱一像               | 絹本着色     | 1幅          |                 | シアトル美術館                         | 1829年（文政12年） |                                  | |
| 三覚院天井板絵           | 板絵著色     | 25枚         |                 | 草加市・三覚院                         | 1830年（天保元年） |                                  | 埼玉県指定文化財 |
| 六玉川絵巻               | 絹本着色     | 6巻          | 約9x118         | メトロポリタン美術館バークコレクション | 1839年（天保10年） |                                  | |
| 立葵図                   | 絹本着色     | 1幅          | 102.9x35.6      | メトロポリタン美術館バークコレクション |                    | 款記「鶯蒲筆」                   | |
| 扇面散図屏風             | 紙本金地著色 | 二曲一隻     | 151.5x163.6     | 東京国立博物館                         |                    |                                  | |
| 牡丹蝶図                 | 絹本着色     | 1幅          | 96.3x57.5       | 東京国立博物館                         |                    | 款記「鶯蒲筆」                   | |
| 白藤・紅白蓮・夕もみぢ図 | 絹本着色     | 3幅対        | 各108.7x35.4    | 山種美術館                             |                    | 隠し落款「法眼」「空中斎」黒分印 | 行田の豪商大澤家旧蔵。本阿弥光甫筆「中蓮華左右藤花楓葉図」（藤田美術館蔵）の模写。抱一も同構図の「藤蓮楓図」（MOA美術館蔵）を描いている。 |
| 浦島図                   | 絹本着色     | 1幅          | 116.3x35.6      | 敦賀市立博物館                         |                    | 款記「鶯蒲筆」                   | |
| 四季草花図雛屏風         | 六曲一双     | 紙本金地著色 | 22.7x54.0       | 個人                                   |                    | 各隻に款記「鶯蒲筆」             | |
| 閻魔図                   | 絹本着色     | 1幅          | 98.9x34.9       | 岡田美術館                             |                    | 款記「鶯蒲筆」                   | |

## 参考資料
- 『酒井抱一と江戸琳派の全貌』 求龍堂、姫路市立美術館2011年9-10月、千葉市美術館10-11月、細見美術館2012年4-5月、ISBN 978-4-7630-1133-6
- 仲町啓子監修 『別冊太陽日本のこころ177 酒井抱一 江戸琳派の粋人』 平凡社、2010年、ISBN 978-4-582-92177-9
- 岡野智子監修 『江戸琳派の美 抱一・其一とその系脈』 平凡社〈別冊太陽 日本のこころ224〉、2016年11月24日、pp.108-111、ISBN 978-4-582-92244-8